# Пеннадомо
Пеннадомо (італ. Pennadomo) — муніципалітет в Італії, у регіоні Абруццо, провінція К'єті.
Пеннадомо розташоване на відстані близько 155 км на схід від Рима, 90 км на південний схід від Л'Аквіли, 45 км на південь від К'єті.
Населення — 290 осіб (2014).
Щорічний фестиваль відбувається 10 серпня. Покровитель — святий мученик Лаврентій.

## Демографія
Населення за роками:

Станом на 1 січня 2023 року в муніципалітеті офіційно проживали 2 іноземці з 2 країн, серед них 2 громадяни країн Євросоюзу.

## Сусідні муніципалітети
- Бомба
- Чивіталупарелла
- Монтебелло-суль-Сангро
- Монтенеродомо
- Торричелла-Пелінья
- Вілла-Санта-Марія